# 스테파니 프라파르
스테파니 프라파르(프랑스어: Stéphanie Frappart, 1983년 12월 14일 ~ )는 프랑스의 여자 축구 심판이다. 2011년부터 국제 축구 연맹(FIFA) 주관 대회의 심판을 맡고 있으며, 2015년 FIFA 여자 월드컵의 심판도 맡았다. 2014년에는 리그 2 최초의 여성 심판이 되었다. 2019년에는 2019년 UEFA 슈퍼컵 심판으로 참가했다.
2022년 FIFA 월드컵에서는 여성 심판 최초로 남성 FIFA 월드컵 경기의 주심이 되었으며 해당 경기는 스테파니 프라파르 외에도 심판진 전원이 여성으로 구성되었다.

## 심판 경력

### FIFA 월드컵
2022년 FIFA 월드컵
- 2022년 12월 1일:  코스타리카 -  독일 (E조)

### FIFA 여자 월드컵
2015년 FIFA 여자 월드컵
- 2015년 6월 12일:  오스트레일리아 -  나이지리아 (D조)
- 2015년 6월 22일:  미국 -  콜롬비아 (16강전)

2019년 FIFA 여자 월드컵
- 2019년 6월 10일:  아르헨티나 -  일본 (D조)
- 2019년 6월 20일:  네덜란드 -  캐나다 (E조)
- 2019년 6월 29일:  독일 -  스웨덴 (8강전)
- 2019년 7월 7일:  미국 -  네덜란드 (결승전)

### FIFA U-20 여자 월드컵
2018년 FIFA U-20 여자 월드컵
- 2018년 8월 5일:  조선민주주의인민공화국 -  잉글랜드 (B조)
- 2018년 8월 13일:  중화인민공화국 -  나이지리아 (D조)
- 2018년 8월 24일:  스페인 -  일본 (결승전)

### 올림픽
2016년 하계 올림픽 축구 여자
- 2016년 8월 3일:  캐나다 -  오스트레일리아 (F조)
- 2016년 8월 9일:  남아프리카 공화국 -  브라질 (E조)

### UEFA 유럽 여자 축구 선수권 대회
UEFA 여자 유로 2017
- 2017년 7월 16일:  네덜란드 -  노르웨이 (A조)
- 2017년 7월 21일:  스웨덴 -  러시아 (B조)
- 2017년 7월 24일:  노르웨이 -  덴마크 (A조)
- 2017년 7월 30일:  오스트리아 -  스페인 (8강전)
- 2017년 8월 3일:  네덜란드 -  잉글랜드 (준결승전)

UEFA 여자 유로 2022
- 2022년 7월 12일:  독일 -  스페인 (B조)
- 2022년 7월 17일:  스웨덴 -  포르투갈 (C조)
- 2022년 7월 20일:  잉글랜드 -  스페인 (8강전)